# Estornell reial
L'estornell reial (Lamprotornis regius) és una espècie d'ocell de la família dels estúrnids (Sturnidae). Habita les sabanes i matollars secs d'Etiòpia, Somàlia, Kenya i el nord de Tanzània. El seu estat de conservació es considera de risc mínim.